# Gare d'Imperia
La gare d'Imperia (en italien : Stazione di Imperia), est une gare ferroviaire italienne située à Imperia, placée sur la ligne de Gênes à Vintimille. Elle est inaugurée en 2016 et remplace l'ancienne gare, située sur l'ancien tracé de la ligne.

## Histoire
La gare est inaugurée le 11 décembre 2016. La ligne ferroviaire Gênes-Vintimille emprunte une galerie à double voie. L'ancienne voie unique qui parcourt le long de la côte est transformée en piste cyclable.

## Service des voyageurs

### Dessertes
La gare est desservie par les services régionaux de la Trenitalia en collaboration avec la Ligurie. Des services longue-distance sont également opérés par la Trenitalia.